# Mas Pomer
El Mas Pomer és un mas situat al municipi de Camprodon, a la comarca catalana del Ripollès. Es troba uns metres més amunt de Torre Cavallera i el nucli de Sant Miquel de Cavallera, sobre la pista que uneix la Colònia Estebanell i Ogassa.
Mas construït a principi del segle xx, de tipologia semblant a El Peiró de Sant Pau de Segúries o Can Huguet Nou de Vilallonga de Ter fetes per en Josep Danés i Torras. En aquest cas l'edifici serveix també de masoveria i conté elements modernistes, així com una teulada de ceràmica vidriada. L'eixida del primer pis dels masovers es converteix en galeria tancada en el pis superior, destinat a habitatge dels propietaris. Llistat en l'Inventari del Patrimoni Arquitectònic de Catalunya amb el codi IPA-3878.

## Galeria

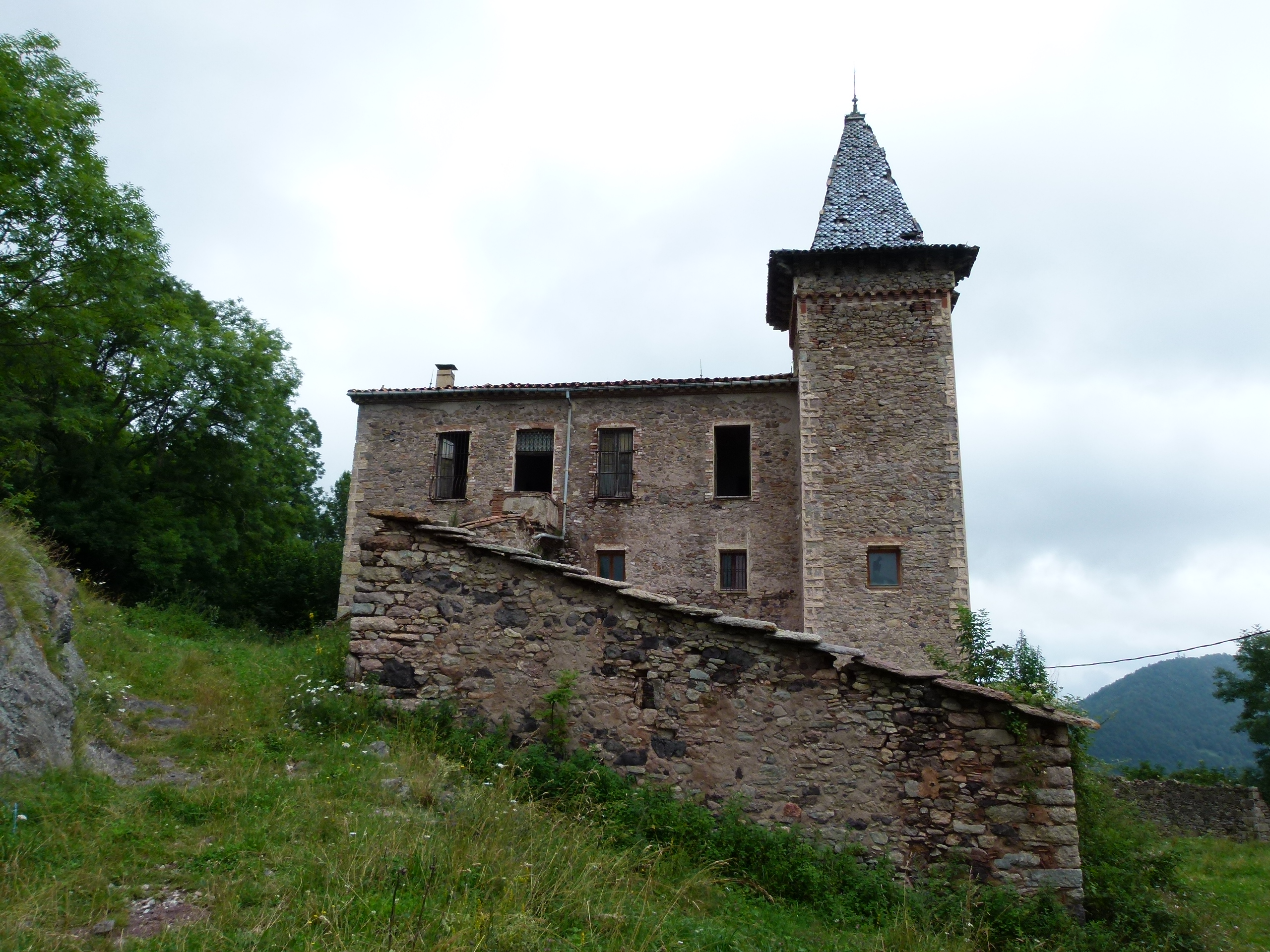
Costat oest
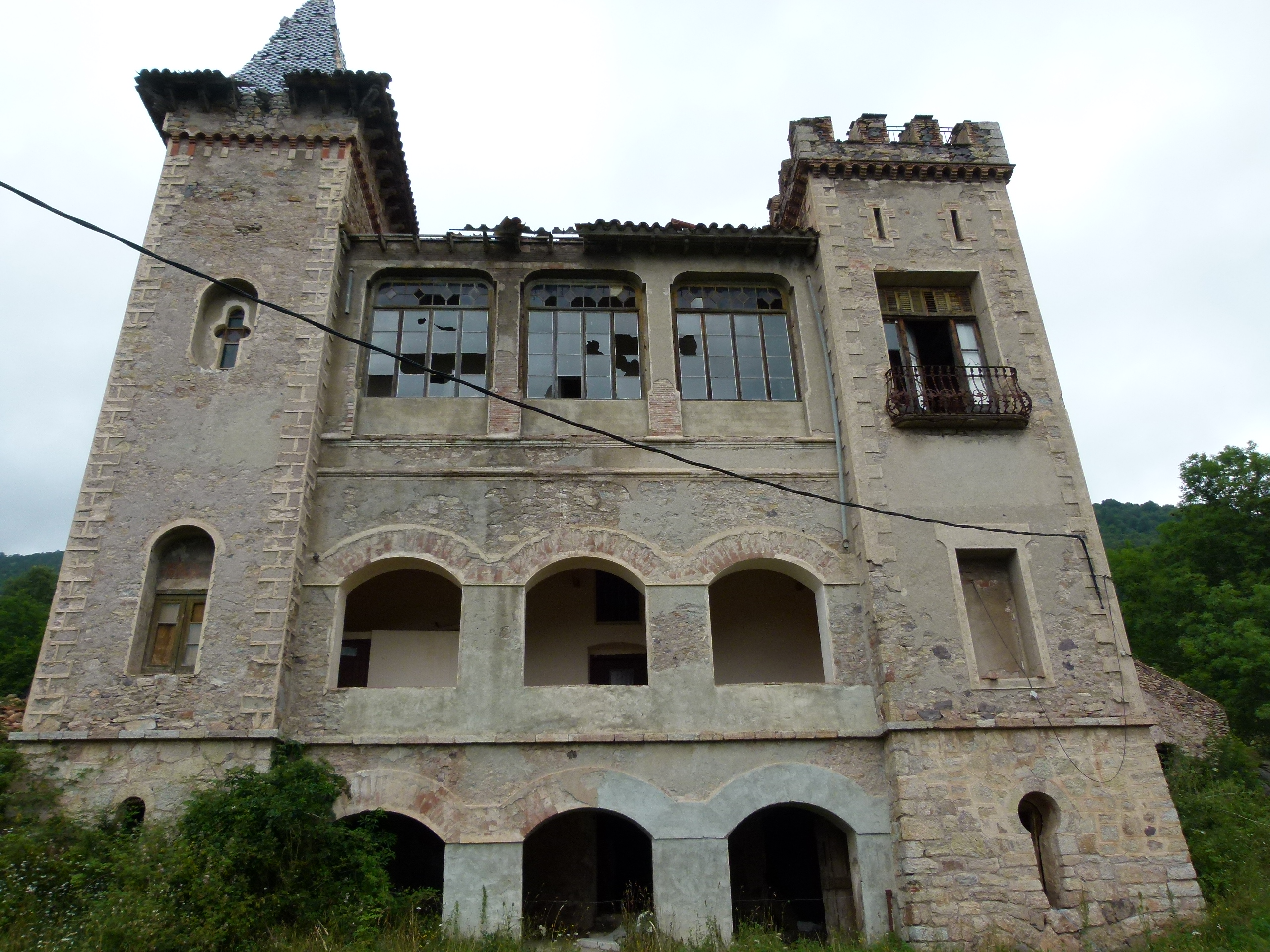
Façana sud
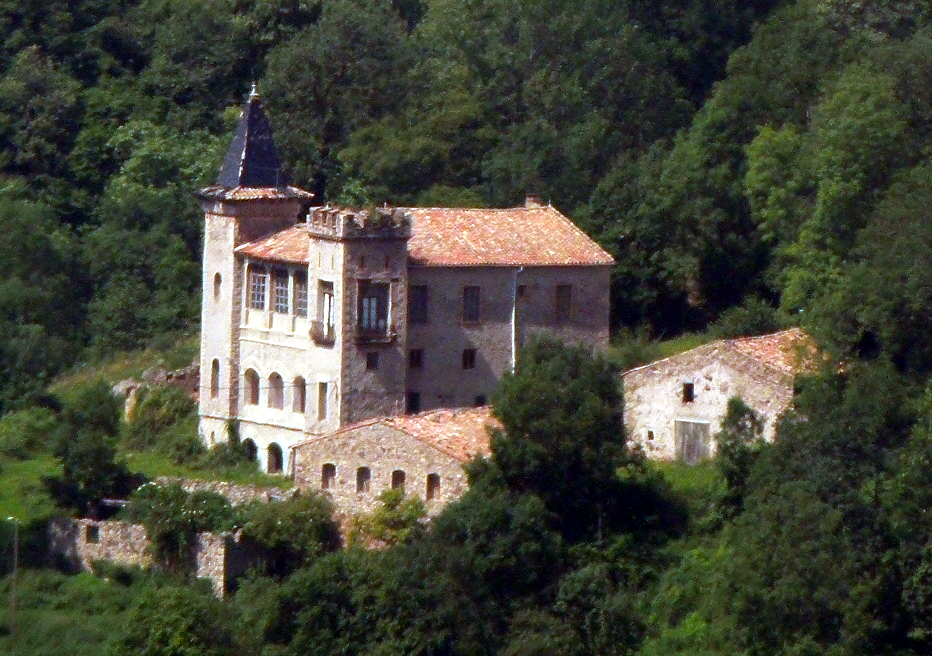